# Michael Tebbutt
Michael Tebbutt (* 22. Dezember 1970 in Sydney) ist ein ehemaliger australischer Tennisspieler.

## Leben
Tebbut trat 1988 beim Juniorenturnier der Australian Open an, schied jedoch sowohl im Einzel als auch im Doppel in der ersten Runde aus. Er studierte Finanzwirtschaft an der Northern Arizona University in Flagstaff, erreichte die dritte Runde der National-Collegiate-Athletic-Association-Meisterschaften 1992 und wurde im gleichen Jahr in die Bestenauswahl All-American gewählt.
Im Jahr darauf wurde er Tennisprofi und hatte gleich zu Jahresbeginn seinen ersten Achtungserfolg, als er als Qualifikant beim ATP-Turnier von Sydney in der ersten Runde Sergi Bruguera bezwingen konnte. Im Juli 1993 erreichte er beim Challenger-Turnier von Montebello unter anderem durch einen Sieg über Greg Rusedski das Halbfinale. Gegen Ende des Jahres stand er an der Seite von Sandon Stolle in Launceston erstmals im Doppelfinale eines Challenger-Turniers. 1994 errang er nach seinem Finalsieg über Tim Henman in Manila seinen ersten und einzigen Challenger-Einzeltitel, zudem in Bochum seinen ersten Challenger-Doppeltitel. Im Laufe seiner Karriere gewann er insgesamt vier Doppeltitel auf der ATP Challenger Tour.
1996 wurde sein erfolgreichstes Jahr auf der ATP World Tour. Er stand mit wechselnden Partnern im Finale der Turniere von Newport und Shanghai sowie der Masters von Indian Wells, konnte jedoch keines der Turniere für sich entscheiden. Zudem erzielte er mit der Achtelfinalteilnahme beim Masters-Turnier von Key Biscayne das beste Einzelresultat seiner Karriere. Er schlug dort Patrick McEnroe, Paul Haarhuis und Hendrik Dreekmann und unterlag schließlich Jim Courier knapp in drei Sätzen. 1997 holte er in Indianapolis seinen ersten ATP-Doppeltitel, sein zweiter und letzter Titel folgte 1998 in Scottsdale. Seine besten Notierungen in der Weltrangliste erreichte er 1995 mit Position 87 im Einzel sowie 1996 mit Position 28 im Doppel.
Sein bestes Abschneiden bei einem Grand-Slam-Turnier war der Einzug ins Achtelfinales der US Open 1995. Nach Siegen über Anders Järryd, David Wheaton und Richard Krajicek unterlag er schließlich Michael Chang. In der Doppelkonkurrenz erreichte er 1996 das Viertelfinale von Wimbledon, zudem stand er 1995 im Achtelfinale der US Open und zweimal im Achtelfinale der Australian Open. Dort stand er 1996 zudem im Viertelfinale der Mixed-Konkurrenz.

## Erfolge
| Legende                       |
| ----------------------------- |
| Grand Slam                    |
| Tennis Masters Cup            |
| ATP Masters Series            |
| ATP International Series Gold |
| ATP International Series (2)  |
| ATP Challenger Series (5)     |

### Einzel

#### Turniersiege
| Nr. | Datum       | Turnier | Belag     | Finalgegner | Ergebnis |
| --- | ----------- | ------- | --------- | ----------- | -------- |
| 1.  | 2. Mai 1994 | Manila  | Hartplatz | Tim Henman  | 6:2, 6:2 |

### Doppel

#### Turniersiege

##### ATP Tour
| Nr. | Datum           | Turnier      | Belag     | Partner          | Finalgegner                  | Ergebnis      |
| --- | --------------- | ------------ | --------- | ---------------- | ---------------------------- | ------------- |
| 1.  | 16. August 1997 | Indianapolis | Hartplatz | Mikael Tillström | Jonas Björkman Nicklas Kulti | 6:3, 6:2      |
| 2.  | 7. März 1998    | Scottsdale   | Hartplatz | Cyril Suk        | Kent Kinnear David Wheaton   | 4:6, 6:1, 7:6 |

##### Challenger Tour
| Nr. | Datum              | Turnier      | Belag     | Partner       | Finalgegner                       | Ergebnis      |
| --- | ------------------ | ------------ | --------- | ------------- | --------------------------------- | ------------- |
| 1.  | 23. Mai 1994       | Bochum       | Sand      | Grant Doyle   | Andrew Florent Aleksandar Kitinov | 4:6, 7:6, 7:6 |
| 2.  | 3. Juni 1996       | Annenheim    | Rasen     | Sandon Stolle | Mahesh Bhupathi Leander Paes      | 6:2, 6:4      |
| 3.  | 3. März 1997       | Indian Wells | Hartplatz | Nicklas Kulti | Scott Davis Kelly Jones           | 6:2, 4:6, 6:3 |
| 4.  | 30. September 2002 | Grenoble     | Hartplatz | Todd Larkham  | Massimo Bertolini Cristian Brandi | 4:6, 6:3, 6:4 |

#### Finalteilnahmen
| Nr. | Datum           | Turnier      | Belag     | Partner          | Finalgegner                    | Ergebnis      |
| --- | --------------- | ------------ | --------- | ---------------- | ------------------------------ | ------------- |
| 1.  | 29. Januar 1996 | Shanghai     | Hartplatz | Jim Grabb        | Mark Knowles Roger Smith       | 6:4, 2:6, 6:7 |
| 2.  | 13. März 1996   | Indian Wells | Hartplatz | Brian MacPhie    | Mark Woodforde Todd Woodbridge | 6:1, 2:6, 2:6 |
| 3.  | 8. Juli 1996    | Newport      | Rasen     | Paul Kilderry    | Marius Barnard Piet Norval     | 7:6, 4:6, 4:6 |
| 4.  | 26. April 1998  | Orlando      | Sand      | Mikael Tillström | Grant Stafford Kevin Ullyett   | 6:4, 4:6, 5:7 |